# Coacoyunga
Coacoyunga är en ort i Mexiko.   Den ligger i kommunen Chignahuapan och delstaten Puebla, i den sydöstra delen av landet, 120 km öster om huvudstaden Mexico City. Coacoyunga ligger 2 315 meter över havet och antalet invånare är 606.
Terrängen runt Coacoyunga är huvudsakligen kuperad, men den allra närmaste omgivningen är platt. Runt Coacoyunga är det ganska tätbefolkat, med 54 invånare per kvadratkilometer. Närmaste större samhälle är Chignahuapan, 2,8 km norr om Coacoyunga. I omgivningarna runt Coacoyunga växer i huvudsak blandskog.